# Reese Witherspoonová
Reese Witherspoonová (nepřechýleně Laura Jeanne Reese Witherspoon; * 22. března 1976 New Orleans) je americká herečka a filmová producentka, která se také zabývá charitativními projekty. Svou hereckou kariéru zahájila již v dětství, její první velká role byla ve filmu V měsíčním svitu. Postupem času získávala větší role, první taková příležitost přišla ve filmu Pravá blondýnka. Neméně úspěšné bylo i jeho pokračování. V roce 2005 obsadila roli June Carterové ve snímku Walk the Line, která jí přinesla i cenu Oscara za nejlepší ženský herecký výkon v hlavní roli. Mezi její další známé filmy patří například Odvlečen, Penelope a Voda pro slony, Tohle je válka! a Divočina.
Její první manžel byl Ryan Phillippe. S ním má dvě děti, dceru a syna. Jejich rozvod přišel v roce 2006, roku 2011 se podruhé provdala za agenta Jima Totha, se kterým se jí roku 2012 narodil syn.
Vlastní produkční společnost Type A Films. K roku 2007 byla nejlépe placenou herečkou v Hollywoodu. Na začátku prosince 2010 obdržela svoji hvězdu na Hollywoodském chodníku slávy.

## Životopis
Narodila se v New Orleans jako druhé dítě Belly Reese, lékařky a univerzitní profesorky s mnoha tituly, včetně PhD v oboru pediatrie, a Johna Witherspoona, chirurga působícího v armádních službách a profesora ošetřovatelství. Krátce po jejím narození se rodina přestěhovala kvůli otcově práci do německého města Wiesbaden, kde se nachází velká nemocnice americké armády. Po návratu do USA, když byly Reese čtyři roky, se rodina usadila v Nashville ve státě Tennessee.
V sedmi letech se díky rodinnému příteli dostala do reklamy pro jedno nashvillské květinářství. Podpora rodičů i touha stát se herečkou ji zavedla k vystupování v Ten-State Talent Fair, kde se umístila na prvním místě. Vystudovala střední školu na Harding Academy a také byla nějakou dobu v dívčí škole Harpet Hall School v Nashvillu, kde působila jako tzv. roztleskávačka. Jeden rok studovala anglickou literaturu na prestižní Stanfordově univerzitě, ze které však poté odešla, aby se mohla začít více věnovat herecké kariéře.

## Kariéra

### 1991–2000

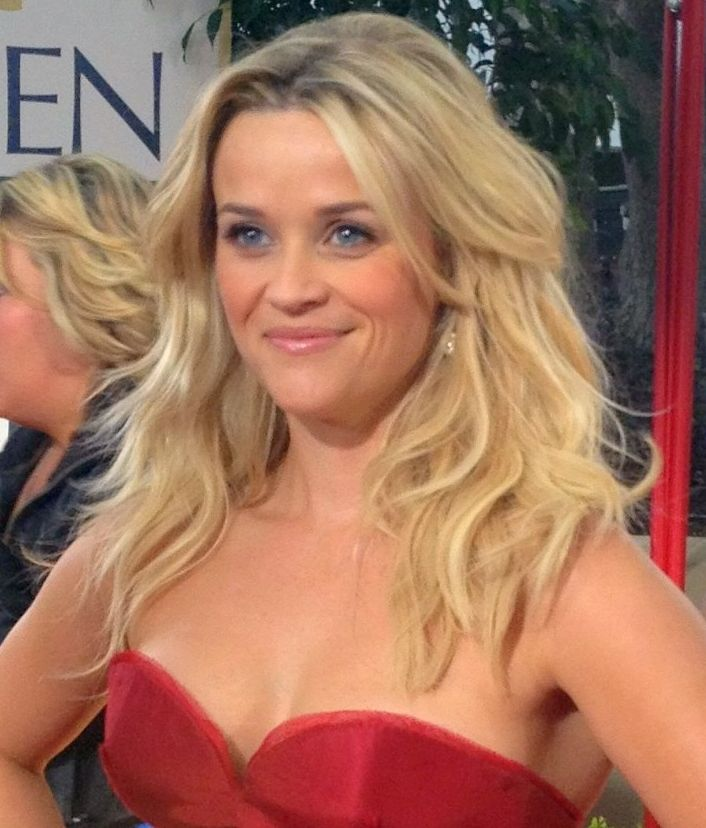
Reese Witherspoonová, 2012

Její filmová kariéra začala v roce 1991, kdy debutovala ve snímku V měsíčním svitu.
Druhá významná role přišla o tři roky později, ve filmu S. F. W. režírovaném Jeferym Levym, kde po boku Stephena Dorffa ztvárnila hlavní postavu, Wendy Pfister, teenagera prožívajícího první lásku. V témže roce si také zahrála ve dvou epizodách seriálu Přátelé. Dále následovaly filmy Milenec nebo vrah a Maniak, kde si herečka zahrála s Keiferem Sutherlandem v hlavní roli. V animovaném seriálu Tatík Hill a spol. z roku 1997 namluvila jednu z mnoha postav. Příležitost role se naskytla pro Reese ve filmu Soumrak režiséra Roberta Bentona, kde hrála s Paulem Newmanem a Susan Sarandonovou jako Mel Ames. Ve dvacátém století si stihla Reese zahrát ještě v dalších pěti filmech, jako jsou Nebezpečná zásilka, Velmi nebezpečné známosti, Nebezpečná síť a Kdo z koho. Úspěšným filmem se stalo Městečko Pleasantville, kde dostali Reese Witherspoonová a Tobey Maguire hlavní role. Světová premiéra se uskutečnila 17. září 1998.

### 2000–10
První film v tomto století byl Americké psycho režisérky Mary Harronové, kde si po boku Christiana Bala zahrála postavu Evelyn Williams. Následoval film Malý Nicky a o rok později první díl Pravé blondýnky, kde ztvárnila hlavní roli studentky práv Elle Woodsové, na pohled klasické blondýnky, avšak chytré a vstřícné ke všem životním situacím. Za tuto roli byla nominována na Zlatý glóbus za nejlepší herečku v hlavní roli. Po boku Colina Firtha a Ruperta Everetta si zahrála ve filmu Jak je důležité míti Filipa. Tento film byl kladně přijat a získala za něj nominaci za nejlepší herečku.

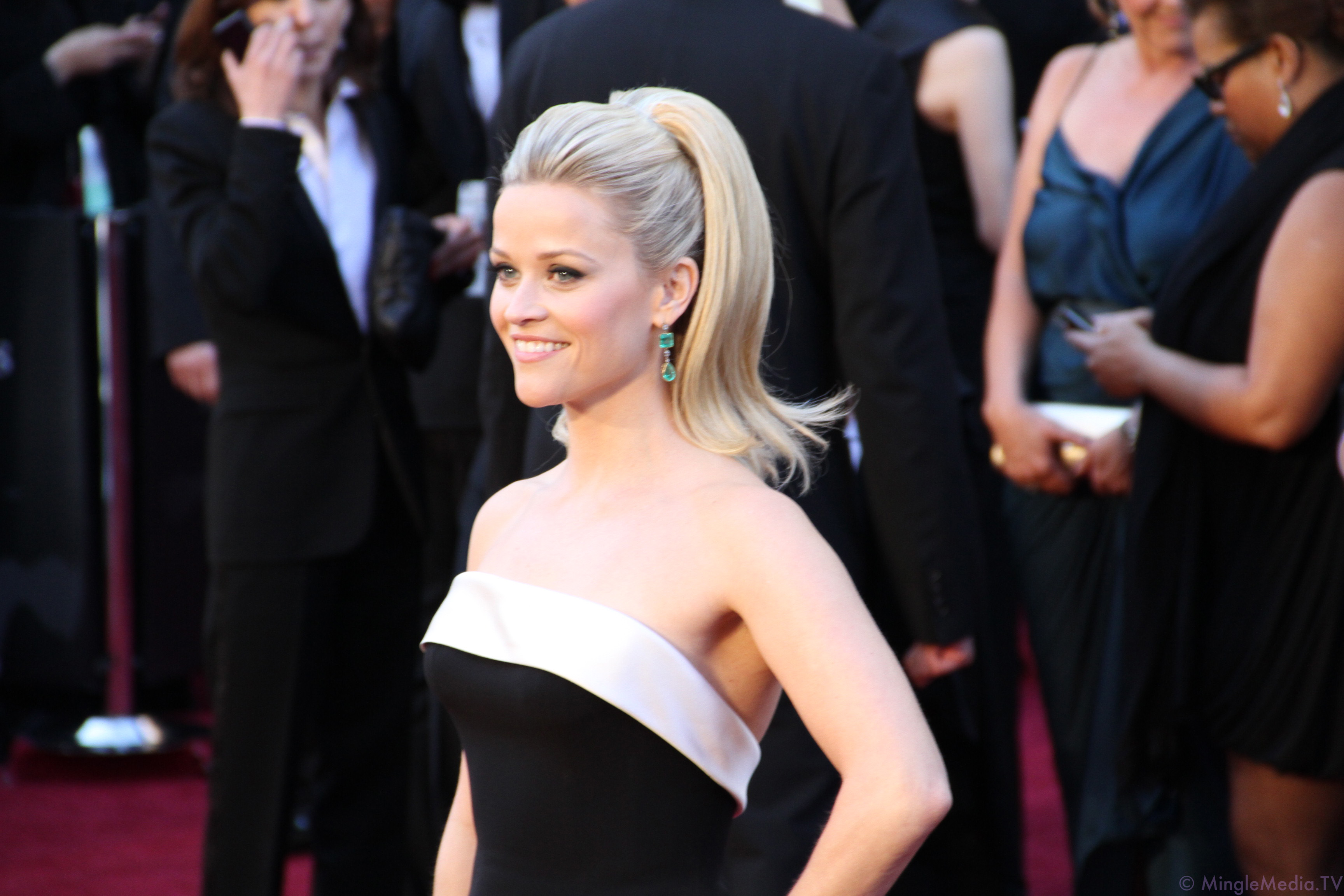
Reese Witherspoonová na 83. udílení Oscarů

Další postavou byla Melanie Smooter ve filmu Andyho Tenanta Holka na roztrhání. V roce 2003 se dočkal snímek Pravá blondýnka pokračování, tentokrát v podání režiséra Charlese Hermana-Wurmfelda. Její herecká kariéra se ubírala stále lepším směrem. Kromě snímku Jarmark marnosti to potvrzuje i film Walk the Line režiséra Jamese Mangolda. S Joaquinem Phoenixem ztvárnila roli June Carterové, jež ji vynesla Oscara, cenu BAFTA a Zlatý glóbus za nejlepší herečku v hlavní roli. Za nejlepšího herce v hlavní roli byl nominován na Oscara i Joaquin Phoenix, v téže kategorii si odnesl cenu Zlatý glóbus.
Další její rolí se stala Elizabeth ve snímku A co když je to pravda? s Markem Ruffalem a Donalem Loguem v hlavních rolích. Práce režiséra Marka Palanskeho, Reese Witherspoon, Jamese McAvoye a Catherine O'Hary vynesla snímek Penelope. U diváků i kritiky byl dobře přijat, odpovídají tomu i mnohé recenze. V roce 2007 přišel film Odvlečen, kde si zahrála s Jakem Gyllenhaalem a Meryl Streepovou. Režisérem byl Gavin Hood. V témže roce ztvárnila roli Kate ve snímku Čtvery Vánoce. Z klasického hraného filmu se přesunula v roce 2009 k animovanému, jehož název je Monstra vs. Vetřelci. Hlas propůjčila postavě Susan Murphy. Na tento animovaný snímek navazuje krátký televizní film Monsters vs Aliens: Mutant Pumpkins from Outer Space. Následoval snímek Poznáš, až to přijde?, kde si zahrála po boku Wilsona Owena.

### 2011–současnost
V roce 2011 získala roli ve filmové adaptaci novely Voda pro slony, ve které si zahrála po boku Roberta Pattinsona a Christophera Waltze. Po boku Chrise Pina a Toma Hardyho si zahrála v akčním-romantickém filmu Tohle je válka!. V roce 2012 si zahrála ve filmu Jeffa Nicholse Mud. Film měl premiéru na Filmovém festivalu v Cannes. O rok později si zahrála pouze ve filmu Devil's Knot. 3. října 2014 měl premiéru film The Good Lie. Menší roli získala ve filmu Inherent Vice. Stala se producentkou filmu Zmizelá. Největší úspěch v roce 2014 jí zajistila role ve filmu Divočina. V květnu 2014 se připojila k obsazení filmu Divoká dvojka, ve kterém hraje po boku Sofii Vergary. V roce 2017 ztvárnila hlavní postavu Madeline v minisérii Sedmilhářky, kde si zahrála po boku Nicole Kidman, Shailene Woodley nebo Laury Dernové.

## Soukromý život
Představuje první celosvětovou velvyslankyni kosmetické značky Avon, a to už od roku 2007. Plní i funkci čestné předsedkyně charitativní nadace Avon Foundation, jež se zaměřuje na boj proti rakovině prsu, domácímu násilí a poskytování pomoci během krize. Také se aktivně podílí na hnutí Zachraňte děti (Save the Children) a je členkou rady Fondu na obranu dětí (Children's Defense Fund).
První seznámení s Ryanem Phillippem proběhlo během jejích 21. narozenin na jaře roku 1997. Zásnuby proběhly v prosinci 1998. 9. září 1999 se jim narodila dcera, které dali jméno Ava Elizabeth. 23. října 2003 se narodil syn Deacon Reese. Kvůli problémům oznámila po sedmi letech manželství s Ryanem přípravu rozvodu. Dlouho nebyla sama, během natáčení filmu Odvlečen chodila s Jakem Gyllenhaalem. V roce 2010 se dala dohromady s Jimem Tothem a svatba proběhla 26. března 2011 v Ojai, Kalifornie. Mezi přítomnými nechyběli Robert Downey mladší, Renée Zellweger, Sean Penn, Scarlett Johansson a mnoho dalších. Dne 27. září 2012 se jim narodil syn Tennessee James. Po dvanácti letech manželství herečka na jaře 2023 oznámila, že se s manželem rozvádějí.

## Filmografie

### jako herečka

#### Film
| Rok  | Film / seriál               | Role                        | Poznámky |
| ---- | --------------------------- | --------------------------- | --- |
| 1991 | V měsíčním svitu            | Dani Trant                  | Nominace – Young Artist Awards za Nejlepší herečku ve filmu |
| 1993 | Jackova ukolébavka          | Karen Morris                | Young Artist Awards za Nejlepší herečku v dramatickém filmu |
| 1993 | Sami v poušti               | Nonnie Parker               | |
| 1994 | Do háje, no a co            | Wendy Pfister               | |
| 1996 | Milenec nebo vrah           | Nicole Walker               | |
| 1996 | Maniak                      | Vanessa Lutz                | |
| 1998 | Městečko Pleasantville      | Jennifer                    | Young Hollywood Awards za Průlomové ženské vystoupení Nominace – Teen Choice Awards za Nejvtipnější scénu |
| 1998 | Nebezpečná zásilka          | Ivy Miller                  | |
| 1998 | Soumrak                     | Mel Ames                    | |
| 1999 | Kdo z koho                  | Tracy Flick                 | National Society of Film Critics Award za Nejlepší herečku Nominace – American Comedy Awards za Nejvtipnější herečku ve filmu Nominace – Zlatý Glóbus za Nejlepší herečku v komedii nebo muzikálu Nominace – Independent Spirit Awards Nominace – Satellite Awards za Nejlepší herečku v komedii nebo muzikálu Nominace – Teen Choice Awards za Hissy Fit |
| 1999 | Nebezpečná síť              | Lissa                       | |
| 1999 | Velmi nebezpečné známosti   | Annette Hargrove            | Nominace – Teen Choice Awards za Nejlepší filmovou herečku |
| 2000 | Malý Nicky                  | Holly                       | Cameo |
| 2000 | Americké psycho             | Evelyn Williams             | |
| 2001 | Labutí trumpetka            | Serena (hlas)               | |
| 2001 | Pravá blondýnka             | Elle Woods                  | MTV Movie Awards za Nejlepší komediální vystoupení MTV Movie Awards za Nejlepší kostým MTV Movie Awards za Nejlepší text Nominace – Zlatý Glóbus za Nejlepší herečku v komedii nebo muzikálu Nominace – Kids' Choice Awards za Nejlepší ženskou filmovou hvězdou Nominace – MTV Movie Awards za Nejlepší ženské vystoupení Nominace – Satellite Awards za Nejlepší herečku v komedii nebo muzikálu |
| 2002 | Jak je důležité míti Filipa | Cecily Cardew               | Nominace – Teen Choice Awards za Nejlepší filmovou herečku v komedii |
| 2002 | Holka na roztrhání          | Melanie Smooter             | Teen Choice Awards za Nejlepší polibek Nominace – MTV Movie Awards za Nejlepší ženské vystoupení Nominace – Teen Choice Awards za Nejlepší filmovou herečku v komedii |
| 2003 | Pravá blondýnka 2           | Elle Woods                  | Nominace – MTV Movie Awards za Nejlepší vzhled (Mexiko) |
| 2004 | Jarmark marnosti            | Becky Sharp                 | |
| 2005 | Walk the Line               | June Carter                 | Oscar za Nejlepší herečku BAFTA Awards za Nejlepší herečku v hlavní roli Critics' Choice Movie Awards za Nejlepší herečku Zlatý Glóbus za Nejlepší herečku v komedii nebo muzikálu Satellite Awards za Nejlepší herečku v komedii nebo muzikálu Cena Sdružení filmových a televizních herců za Nejlepší herečku v hlavní roli Teen Choice Awards za Nejlepší herečku v drama/akčním/dobrodružném filmu National Society of Film Critics Award za Nejlepší herečku Kansas City Film Critics Circle Award za Nejlepší herečku Florida Film Critics Circle Award za Nejlepší herečku New York Film Critics Circle Award za Nejlepší herečku Nominace – Empire Awards za Nejlepší herečku Nominace – MTV Movie Awards za Nejlepší vystoupení People's Choice Awards za Nejlepší ženskou herečku |
| 2005 | A co když je to pravda?     | Elizabeth                   | |
| 2006 | Penelope                    | Annie                       | |
| 2007 | Odvlečen                    | Isabella Fields El-Ibrahimi | Nominace – Teen Choice Awards za Nejlepší herečku v dramatickém filmu |
| 2008 | Čtvery Vánoce               | Kate                        | Nominace – Kids' Choice Awards za Nejlepší filmovou herečku |
| 2009 | Monstra vs. Vetřelci        | Susan Murphy (hlas)         | Nominace – Kids' Choice Awards za Nejlepší hlas v animovaném filmu |
| 2010 | Poznáš, až to přijde?       | Lisa                        | |
| 2011 | Voda pro slony              | Marlena                     | MTV Movie Awards – MTV Generation Award Nominace – Teen Choice Awards za Nejlepší herečku v dramatickém filmu |
| 2012 | Tohle je válka!             | Lauren                      | Nominace – Teen Choice Awards za Nejlepší herečku v komediálním filmu |
| 2013 | Bahno z Mississippi         | Juniper                     | Independent Spirit Awards – Robert Altman Award |
| 2014 | Divočina                    | Cheryl Strayed              | Nominace – AACTA International Award v kategorii Nejlepší herečka Nominace – Critics' Choice Movie Awards v kategorii Nejlepší herečka Nominace – Filmová cena MTV v kategorii Nejlepší ženské vystoupení Nominace – Cena BAFTA v kategorii Nejlepší herečka v hlavní roli Nominace – Satellite Award v kategorii Nejlepší herečka ve filmu Nominace – Screen Actors Guild Award v kategorii Nejlepší herečka v hlavní roli Nominace – Teen Choice Award v kategorii Nejlepší herečka – film – drama Nominace – Oscar v kategorii Nejlepší herečka Nominace – Zlatý Glóbus za Nejlepší herečku v dramatickém filmu |
| 2014 | Cena svobody                | Carrie Davis                | |
| 2014 | Devil's Knot                | Pamela Hobbs                | |
| 2014 | Skrytá vada                 | Penny Kimball               | |
| 2015 | Divoká dvojka               | Rose Coper                  | Nominace – Teen Choice Award v kategorii Nejlepší filmová chemie Nominace – Teen Choice Award v kategorii Nejlepší výbuch vzteku Nominace – Teen Choice Award v kategorii Nejlepší filmová herečka – komedie |
| 2016 | Zpívej                      | Rosita (hlas)               | |
| 2017 | Který je ten pravý?         | Alice Kinney                | |
| 2018 | V pasti času                | paní Whatsittová            | nominace – Teen Choice Awards v kategorii nejlepší filmová herečka: fantasy |
| 2021 | Zpívej 2                    | Rosita (hlas)               | |
| 2023 | U tebe nebo u mě?           | Debbie Dunne                | |
| 2025 | Srdečně vás zveme           | Margot                      | |
| TBA  | Pravá blondýnka 3           | Elle Woodsová               | |

#### Televize
| Rok        | Název                                      | Role                      | Poznámky |
| ---------- | ------------------------------------------ | ------------------------- | --- |
| 1991       | Divoký květ                                | Ellie Perkins             | TV film |
| 1992       | Desperate Choices: To Save My Child Cassie | Cassie Robbins            | TV film Nominace – Young Artist Awards za Nejlepší herečku v TV filmu |
| 1993       | Return to Lonesome Dove                    | Ferris Dunnigan           | mini-seriál |
| 1997       | Tatík Hill a spol.                         | Debbie (hlas)             | 2 díly |
| 2000       | Přátelé                                    | Jill Green                | 2 díly Nominace – American Comedy Awards za Nejvtipnější host v TV seriálu |
| 2001       | Saturday Night Live                        | Samu sebe                 | díl: „Reese Witherspoon/Alicia Keys“ |
| 2002       | Simpsonovi                                 | Greta Wolfcastle (hlas)   | díl: „Srdci neporučíš“ |
| 2003       | Freedom: A History of Us                   | Různé role                | 3 díly, dokument |
| 2015       | Saturday Night Live                        | Samu sebe                 | díl: „Reese Witherspoon/Florence Machine“ |
| 2015       | Best Time Ever with Neil Patrick Harris    | Host                      | díl: „Reese Witherspoon“ |
| 2015       | Mupeti                                     | Samu sebe                 | díl: „Walk the Swine“ |
| 2017       | The Mindy Project                          | Samu sebe                 | díl: „Girl Gone Wild“ |
| 2017–dosud | Sedmilhářky                                | Madeline Martha Mackenzie | Cena Emmy v kategorii nejlepší seriál (jako producentka) nominace – Critics' Choice Television Awards v kategorii nejlepší herečka v TV filmu nebo limitovaném seriálu nominace – Cena Emmy v kategorii nejlepší ženský herecký výkon v limitovaném seriálu nebo filmu nominace – Televizní cena Brtiské akademie v kategorii nejlepší mezinárodní projekt nominace – Zlatý glóbus v kategorii Nejlepší ženský herecký výkon v minisérii nebo TV filmu |
| 2018       | Shine On with Reese                        | Samu sebe / moderátorka   | |
| 2019       | The Morning Show                           | Bradley Jackson           | hlavní role |
| 2020       | Little Fires Everywhere                    | Elena Richardson          | minisérie |

### jako producentka

#### Film
| Rok  | Název             | Poznámky            |
| ---- | ----------------- | ------------------- |
| 2003 | Pravá blondýnka 2 | výkonná producentka |
| 2006 | Penelope          | producentka         |
| 2014 | Zmizelá           | producentka         |
| 2014 | Divočina          | producentka         |
| 2015 | Divoká dvojka     | producentka         |
| 2019 | Lucy in the Sky   | producentka         |
| 2020 | The Dry           | producentka         |

#### Televize
| Rok        | Název                   | Poznámky            |
| ---------- | ----------------------- | ------------------- |
| 2017–dosud | Sedmilhářky             | producentka         |
| 2018       | Shine On with Reese     | výkonná producentka |
| 2019       | The Morning Show        | výkonná producentka |
| 2020       | Little Fires Everywhere | výkonná producentka |